# Holger Stanislawski
Holger Stanislawski (ur. 26 września 1969 w Hamburgu) – niemiecki piłkarz grający na pozycji obrońcy, trener.

## Kariera piłkarska
Holger Stanislawski karierę piłkarską rozpoczął w juniorach Barsbütteler SV, następnie grał w Hamburgerze SV. Po pobycie w Hamburgu wrócił do Barsbütteler SV, w którym w 1988 roku rozpoczął profesjonalną karierę. W 1992 roku przeszedł do Concordii Hamburg, w którym grał do 1993 roku. Następnie przeszedł do FC St. Pauli, gdzie grał przez 11 lat, w którym w 2004 roku zakończył karierę piłkarską.

## Kariera trenerska
Holger Stanislawski po zakończeniu kariery rozpoczął karierę trenerską. W 2006 roku został trenerem FC St. Pauli, który prowadził do 2007 roku. Jednak po roku w 2008 roku wrócił do FC St. Pauli, gdzie był trenerem do 30 czerwca 2011 roku. W latach 2011–2012 był trenerem TSG 1899 Hoffenheim, a od 14 maja 2012 do 19 maja 2013 roku był trenerem 1. FC Köln.

### Statystyki
Aktualne na dzień 20 marca 2014 roku.
| Drużyna             | Od         | Do         | Wyniki | Wyniki | Wyniki | Wyniki | Wyniki  |
| Drużyna             | Od         | Do         | M      | Z      | R      | P      | % Zwyc. |
| ------------------- | ---------- | ---------- | ------ | ------ | ------ | ------ | ------- |
| FC St. Pauli        | 22.11.2006 | 09.07.2007 | 20     | 12     | 5      | 3      | 60,00   |
| FC St. Pauli        | 27.06.2008 | 30.06.2011 | 106    | 43     | 16     | 47     | 40,57   |
| TSG 1899 Hoffenheim | 01.07.2011 | 09.02.2012 | 24     | 9      | 6      | 9      | 37,50   |
| 1. FC Köln          | 14.05.2012 | 19.05.2013 | 37     | 15     | 13     | 9      | 40,54   |
| Ogólnie             | Ogólnie    | Ogólnie    | 187    | 79     | 40     | 68     | 42,25   |